# Nicolai Abraham Abildgaard
Pour les articles homonymes, voir Nicolas Abraham (homonymie) et Abildgaard.
Nicolai Abraham Abildgaard, né le 11 septembre 1743 à Copenhague et mort près de Frederiksdal, le 4 juin 1809, est un architecte, un peintre, dessinateur et décorateur danois.

## Biographie
Il complète sa formation artistique à Rome en Italie (1772-1777). Avant de regagner le Danemark, il séjourne quelques mois à Paris.
Très actif pendant la période entre 1777 et 1794, il reçoit de lucratives commandes de la monarchie danoise puisqu'il est nommé peintre historique du roi vers 1780. Il joue alors un rôle important dans le développement du courant néoclassique au Danemark. Dès 1778, il enseigne également à l'Académie royale des beaux-arts du Danemark à Copenhague, où il est élu président de 1789 à 1791. Il compte parmi ses élèves le jeune Christoffer Wilhelm Eckersberg.
Il affectionne les idéaux de la Révolution française ce qui déplaît à son principal commanditaire, Christian VII, le roi du Danemark et de la Norvège qui le mettra à l'écart dès 1791.
Il use de sa satire contre les souverains autoritaires, notamment Catherine II, impératrice russe. 
Ses œuvres ne se limitent pas à la production de tableaux monumentaux historiques ou mythologiques. Il manifeste aussi de remarquables dons de coloriste et fait preuve d'un romantisme latent de forme classicisante dans ses portraits, ses esquisses de fresque et ses nus.
Il fut très lié au graveur Johan-Frederik Clemens.

## Œuvres
- L'Âne d'or, 1800, Musée d'art de Copenhague.
- Christian VII abolissant le servage
- Ossian
- Philoctète (1775)
- Ancréon
- Socrata
- Cycle de dix tableaux sur Le Voyage souterrain de Niels Klim, où se mêlent éléments naturalistes et fantastiques (arbres humanisés), traduits en gravures par Clemens (1789)
- Le Serment de Fidélité
- Jupiter soutenant le Destin de l'Humanité
- Le Cauchemar (1800)

## Galerie photographique

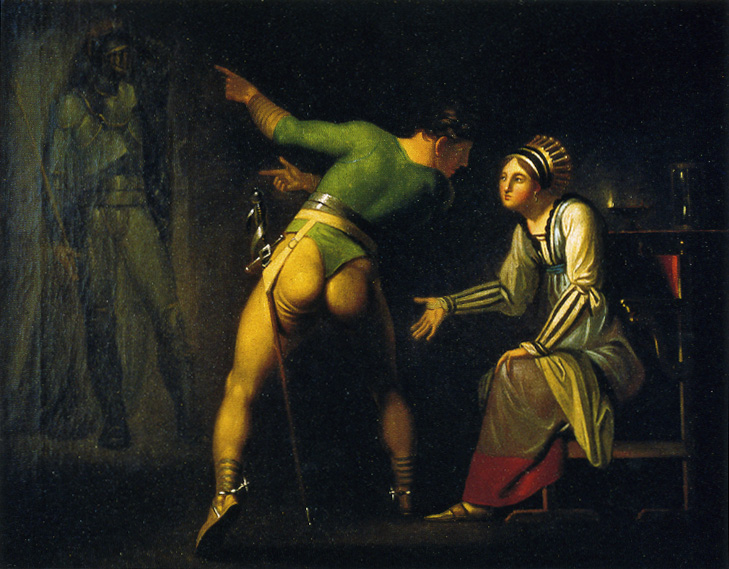
Hamlet indique à sa mère le fantôme de son père (vers 1778), huile sur toile, 123 × 175,5 cm, Statens Museum for Kunst, Copenhague
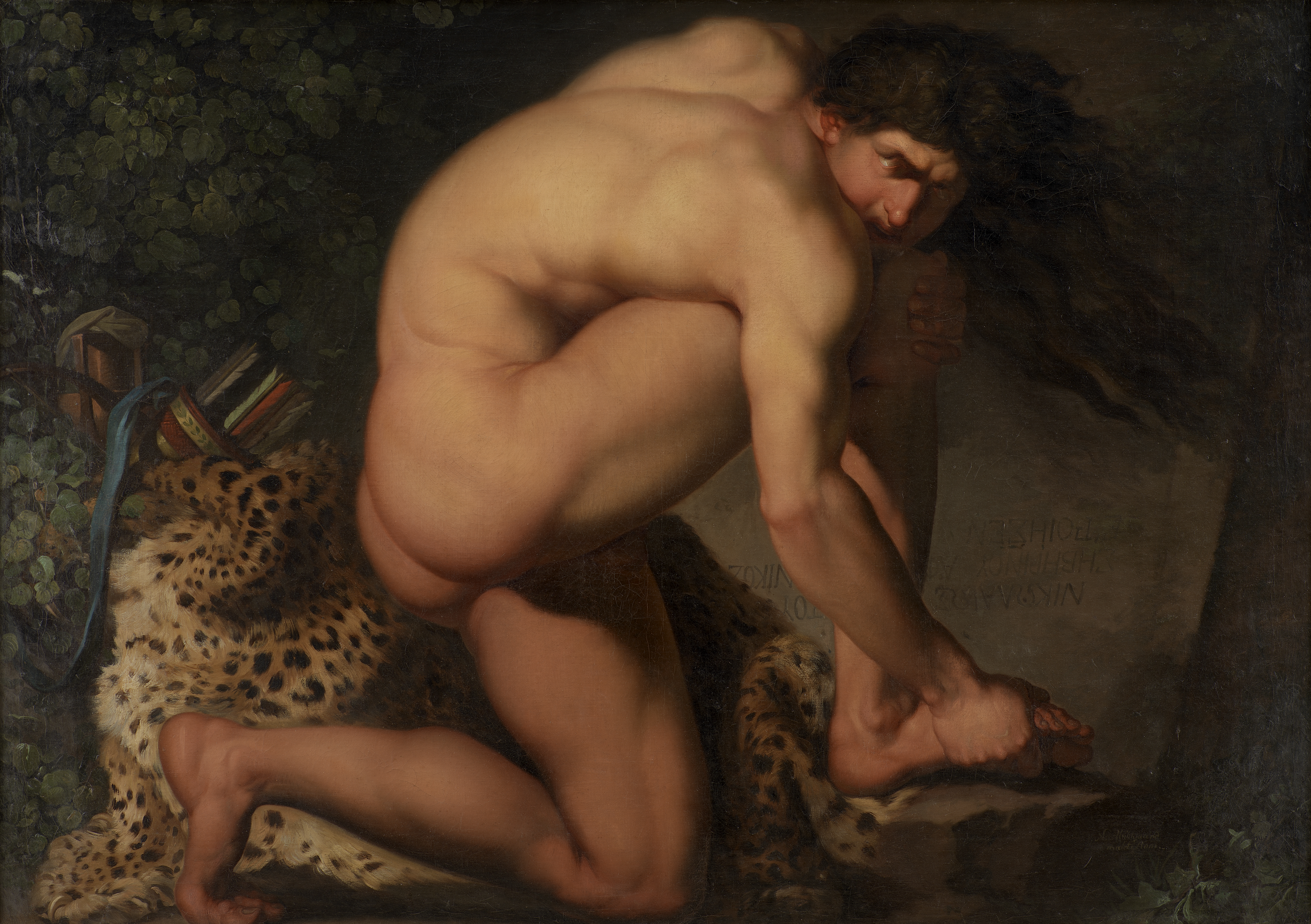
Philoctète blessé (1775), huile sur toile, 123 × 175,5 cm, Statens Museum for Kunst, Copenhague
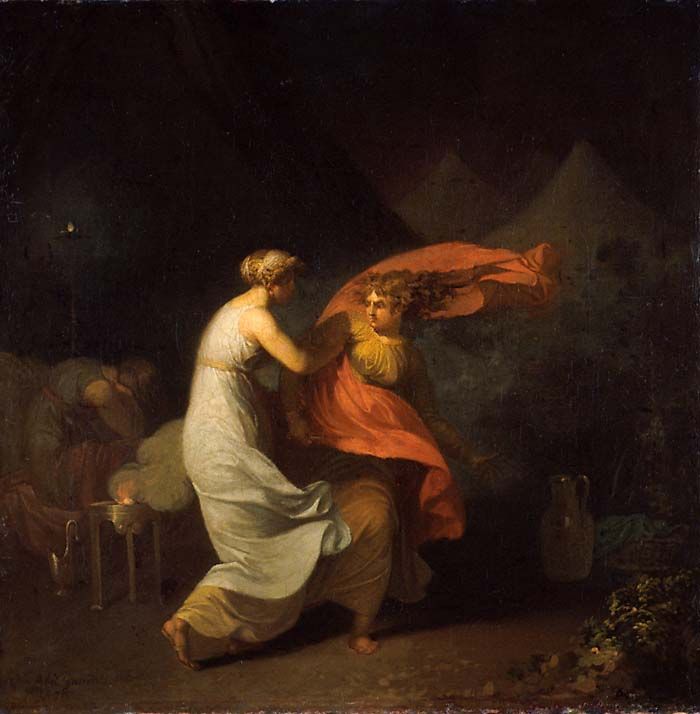
Julia et Fulvia (1800), huile sur toile, 47 × 46,5 cm, Nasjonalgalleriet, Oslo
Le Fantôme de Culmin apparaît à sa mère - chanson d'Ossian - (vers 1794), huile sur toile, 62 × 78 cm, Nationalmuseum, Stockholm
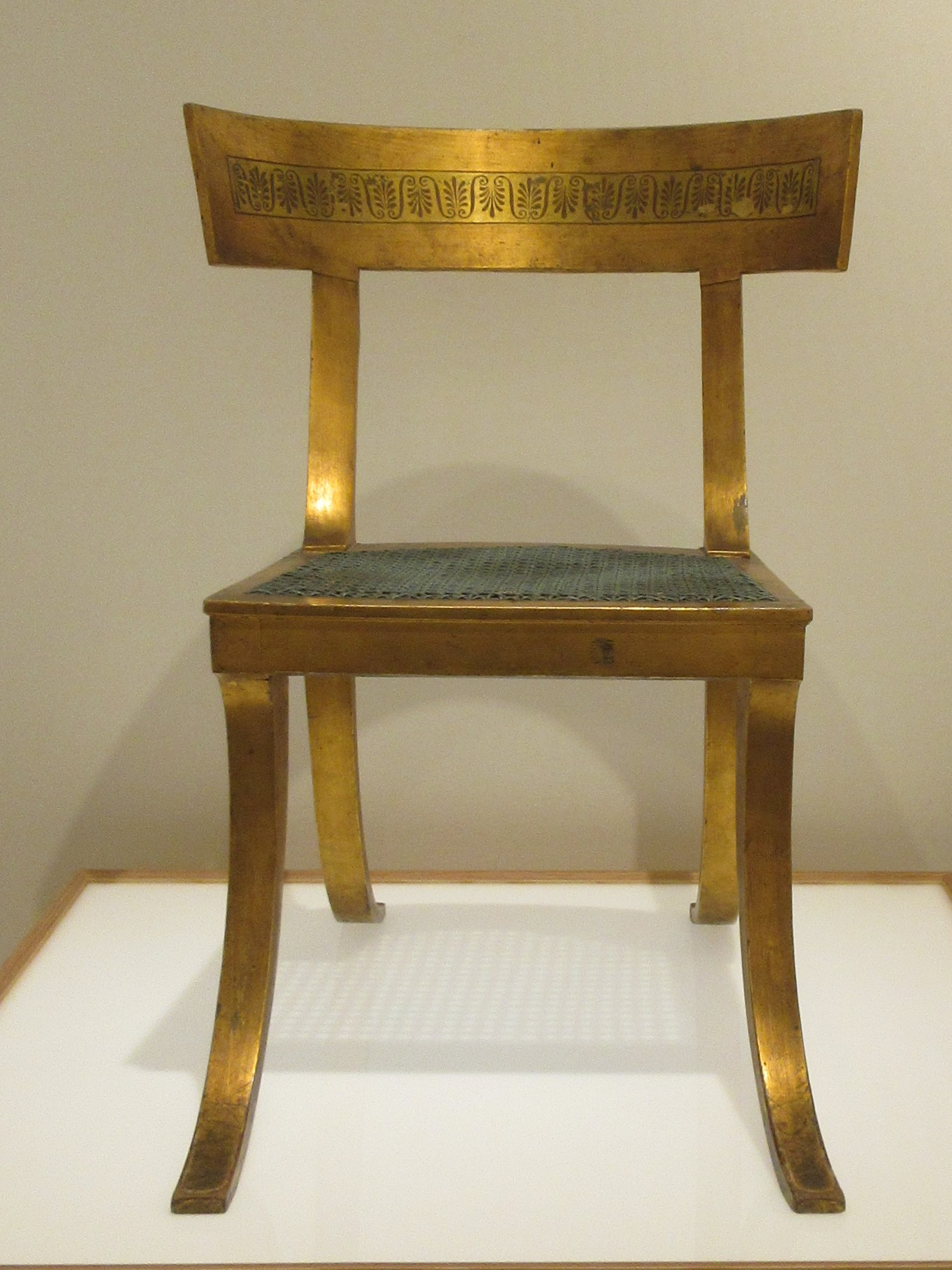
Chaise klismos, 1790, Designmuseum Danmark.